# Piercia viettei
Piercia viettei är en fjärilsart som beskrevs av Claude Herbulot 1954. Piercia viettei ingår i släktet Piercia och familjen mätare. Inga underarter finns listade i Catalogue of Life.